# Sophia van Pommeren (1498-1568)
Sophia van Pommeren (Stettin, 1498 - Kiel, 13 mei 1568) was van 1518 tot 1534 hertogin van Sleeswijk-Holstein en van 1523 tot 1534 koningin van Denemarken en Noorwegen. Zij behoorde tot het huis Greifen.

## Levensloop
Sophia was de oudste dochter van hertog Bogislaw X van Pommeren en diens echtgenote Anna, dochter van koning Casimir IV van Polen.
Op 9 oktober 1518 werd ze in Sleeswijk de tweede echtgenote van hertog Frederik I van Sleeswijk-Holstein (1471-1533), zoon van koning Christiaan I van Denemarken. In 1523 werd Frederik na de afzetting van zijn neef Christiaan II koning van Denemarken en Noorwegen. Op 13 augustus 1525 werd Sophia in Kopenhagen tot koningin gekroond. Als lijfgeding kreeg ze de sloten van Kiel en Plön toegewezen, samen met enkele dorpen en ambten in Holstein en de Deense eilanden Lolland en Falster.
Na de dood van haar echtgenoot in 1533, toen de Deense Rijksraad discussieerde of de Deense troon naar haar stiefzoon Christiaan III of haar zoon Johan moest gaan, trok Sophia zich met haar kinderen terug in het Slot van Gottorp. Daar verbleef ze ook tijdens de Gravenvete, toen graaf Christoffel van Oldenburg de Deense troon opeiste, omdat haar weduwegoederen bezet werden.
In 1538 eiste haar stiefzoon Christiaan II het Slot van Gottorp op voor zichzelf en dwong hij Sophia zich terug te trekken op haar weduwegoed. Ze bleef tot aan haar dood in mei 1568 in het Slot van Kiel wonen. Omdat ze haar landerijen als privébezit zag, had ze conflicten met Christiaan III en diens zoon en opvolger Frederik II over het beheer van de inkomsten en het aanstellen van ambtenaren.
Na haar overlijden werd Sophia bijgezet in de Dom van Sleeswijk.

## Nakomelingen
Sophia en Frederik I kregen zes kinderen:
- Johan II (1521-1580), hertog van Sleeswijk-Holstein-Hadersleben
- Elisabeth (1524-1586), huwde eerst in 1543 met Magnus van Mecklenburg-Schwerin, bisschop van Schwerin, en daarna in 1556 met hertog Ulrich van Mecklenburg-Güstrow
- Adolf (1526-1586), hertog van Sleeswijk-Holstein-Gottorp
- Anna (1527-1535)
- Dorothea (1528-1575), huwde in 1573 met hertog Christoffel van Mecklenburg-Gadebusch
- Frederik (1532-1556), bisschop van Hildesheim en Sleeswijk).

- Gemeinsame Normdatei: 104104104
- Virtual International Authority File: 15199635
- WorldCat: E39PBJqqktTDJKdjt8K4vrBHG3